# زانکت آلبان
زانکت آلبان (به آلمانی: Sankt Alban) یک شهر در آلمان است که در دنرسبرگکرایس واقع شده‌است. زانکت آلبان ۳۴۰ نفر جمعیت دارد.